# Villaines-la-Carelle
Pour les articles homonymes, voir Villaines.
Villaines-la-Carelle est une commune française, située dans le département de la Sarthe en région Pays de la Loire, peuplée de 137 habitants.
La commune fait partie de la province historique du Maine, et se situe dans le Saosnois.

## Géographie

### Communes limitrophes
| La Fresnaye-sur-Chédouet | Louzes               |                    |
| Neufchâtel-en-Saosnois   | Villaines-la-Carelle | Aillières-Beauvoir |
| Saint-Rémy-du-Val        | Vezot                | Saint-Longis       |

### Climat
Pour des articles plus généraux, voir Climat des Pays de la Loire et Climat de la Sarthe.
En 2010, le climat de la commune est de type climat océanique dégradé des plaines du Centre et du Nord, selon une étude du CNRS s'appuyant sur une série de données couvrant la période 1971-2000. En 2020, Météo-France publie une typologie des climats de la France métropolitaine dans laquelle la commune est exposée à un climat océanique altéré et est dans la région climatique  Normandie (Cotentin, Orne), caractérisée par une pluviométrie relativement élevée (850 mm/a) et un été frais (15,5 °C) et venté. 
Pour la période 1971-2000, la température annuelle moyenne est de 10,7 °C, avec une amplitude thermique annuelle de 14,3 °C. Le cumul annuel moyen de précipitations est de 784 mm, avec 12,3 jours de précipitations en janvier et 7,7 jours en juillet. Pour la période 1991-2020, la température moyenne annuelle observée sur la station météorologique de Météo-France la plus proche, « Commerveil_sapc », sur la commune de Commerveil à 8 km à vol d'oiseau, est de 11,9 °C et le cumul annuel moyen de précipitations est de 712,2 mm,. Pour l'avenir, les paramètres climatiques de la commune estimés pour 2050 selon différents scénarios d'émission de gaz à effet de serre sont consultables sur un site dédié publié par Météo-France en novembre 2022.

## Urbanisme

### Typologie
Au 1er janvier 2024, Villaines-la-Carelle est catégorisée commune rurale à habitat dispersé, selon la nouvelle grille communale de densité à sept niveaux définie par l'Insee en 2022.
Elle est située hors unité urbaine. Par ailleurs la commune fait partie de l'aire d'attraction d'Alençon, dont elle est une commune de la couronne,. Cette aire, qui regroupe 89 communes, est catégorisée dans les aires de 50 000 à moins de 200 000 habitants,.

### Occupation des sols
L'occupation des sols de la commune, telle qu'elle ressort de la base de données européenne d’occupation biophysique des sols Corine Land Cover (CLC), est marquée par l'importance des territoires agricoles (51,5 % en 2018), une proportion sensiblement équivalente à celle de 1990 (51,3 %). La répartition détaillée en 2018 est la suivante : 
forêts (46,1 %), terres arables (37,9 %), prairies (7,6 %), zones agricoles hétérogènes (6 %), zones urbanisées (2,4 %). L'évolution de l’occupation des sols de la commune et de ses infrastructures peut être observée sur les différentes représentations cartographiques du territoire : la carte de Cassini (XVIIIe siècle), la carte d'état-major (1820-1866) et les cartes ou photos aériennes de l'IGN pour la période actuelle (1950 à aujourd'hui).

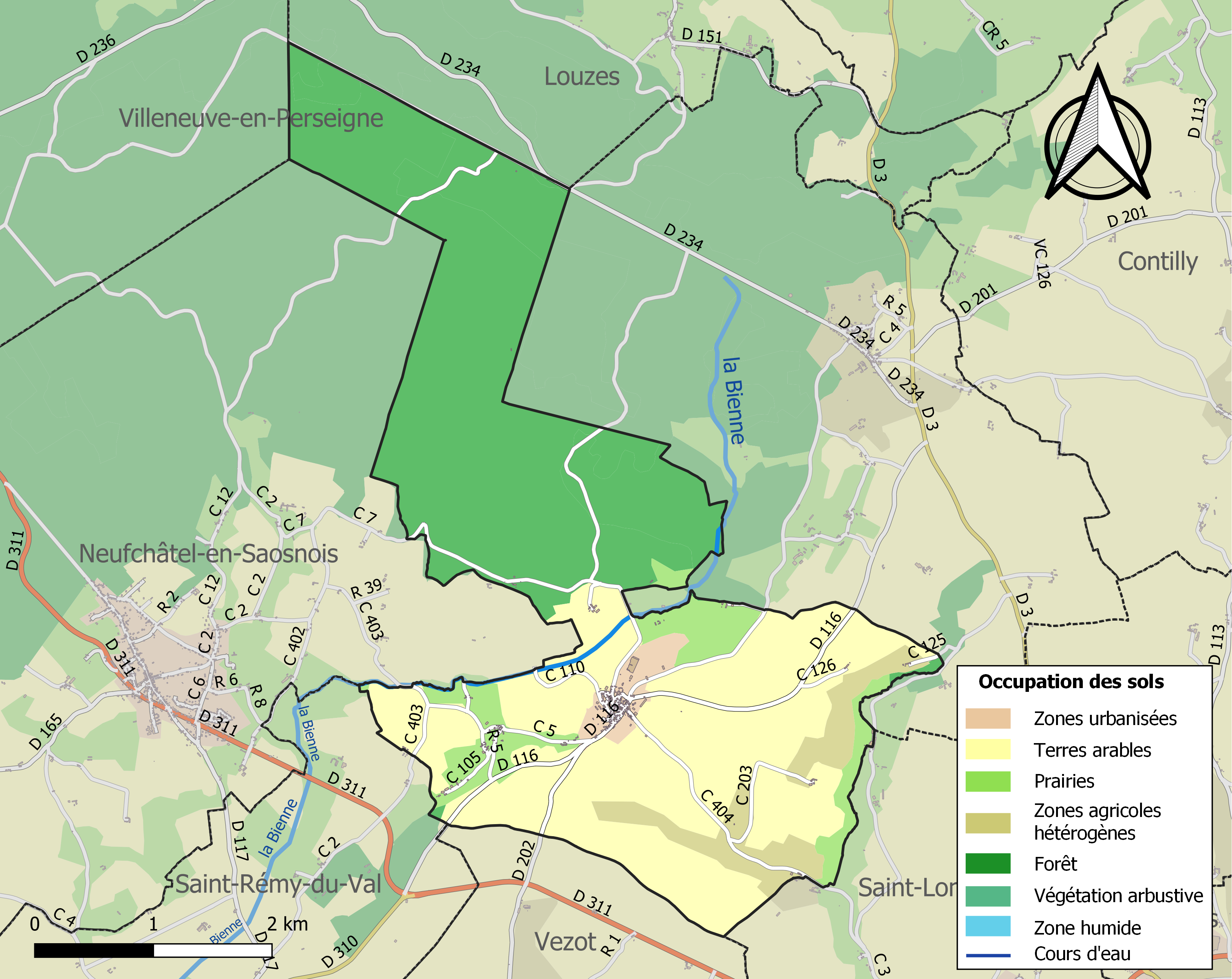
Carte des infrastructures et de l'occupation des sols de la commune en 2018 (CLC).

## Toponymie
Le nom de la localité est attesté sous les formes Villena vers 990. Il est issu  du latin villana qui désigne une ferme (lui-même issu de villa qui désigne un domaine rural). L'emploi de l'article défini après le premier terme est une construction médiévale qui utilise cet article en valeur démonstrative (« celui de ») et dans laquelle il précède un patronyme, le plus souvent celui du seigneur du lieu (« Villaines, celle de Carelle »).
Le gentilé est Villainois.

## Histoire
La commune s'appelait Villaines en 1793, Villaines-la-Carelle en 1801.

## Politique et administration
| Période                                  | Période   | Identité        | Étiquette | Qualité   |
| ---------------------------------------- | --------- | --------------- | --------- | --------- |
| (avant 2001)                             | mars 2008 | Claude Desjouis |           |           |
| mars 2008                                | En cours  | Serge Colin     | SE        | Chauffeur |
| Les données manquantes sont à compléter. |           |                 |           |           |

## Démographie
L'évolution du nombre d'habitants est connue à travers les recensements de la population effectués dans la commune depuis 1793. Pour les communes de moins de 10 000 habitants, une enquête de recensement portant sur toute la population est réalisée tous les cinq ans, les populations de référence des années intermédiaires étant quant à elles estimées par interpolation ou extrapolation. Pour la commune, le premier recensement exhaustif entrant dans le cadre du nouveau dispositif a été réalisé en 2007.
En 2022, la commune comptait 137 habitants, en évolution de −11,61 % par rapport à 2016 (Sarthe : −0,25 %, France hors Mayotte : +2,11 %).
| 1793 | 1800 | 1806 | 1821 | 1831 | 1836 | 1841 | 1846 | 1851 |
| ---- | ---- | ---- | ---- | ---- | ---- | ---- | ---- | ---- |
| 574  | 692  | 624  | 591  | 665  | 666  | 656  | 684  | 703  |

| 1856 | 1861 | 1866 | 1872 | 1876 | 1881 | 1886 | 1891 | 1896 |
| ---- | ---- | ---- | ---- | ---- | ---- | ---- | ---- | ---- |
| 660  | 626  | 592  | 551  | 586  | 510  | 503  | 458  | 450  |

| 1901 | 1906 | 1911 | 1921 | 1926 | 1931 | 1936 | 1946 | 1954 |
| ---- | ---- | ---- | ---- | ---- | ---- | ---- | ---- | ---- |
| 418  | 434  | 485  | 367  | 349  | 331  | 315  | 307  | 332  |

| 1962 | 1968 | 1975 | 1982 | 1990 | 1999 | 2006 | 2007 | 2012 |
| ---- | ---- | ---- | ---- | ---- | ---- | ---- | ---- | ---- |
| 322  | 279  | 266  | 204  | 175  | 167  | 174  | 175  | 163  |

| 2017 | 2022 | - | - | - | - | - | - | - |
| ---- | ---- | - | - | - | - | - | - | - |
| 152  | 137  | - | - | - | - | - | - | - |

## Patrimoine

### Patrimoine naturel
La commune est très riche d'un point de vue faune-flore, avec notamment :
- un site Natura 2000 : la Vallée du Rutin, animé par le parc naturel régional Normandie-Maine,
- des  Zones naturelles d'intérêt écologique, faunistique et floristique composées de nombreuses cavités d'hibernation à chauves-souris,
- la Réserve naturelle régionale du Coteau et plateau de Tessé couvrant plus de 5 ha et abritant pas moins de 15 espèces végétales de la liste rouge des Pays de la Loire, dont 3 sont protégées et près de 40 espèces de papillons, certains rarissimes.

### Lieux et monuments
- Église d'origine ancienne (premier art roman ?) essentiellement gothique du XVIe siècle dédiée à saint Rémy, elle est transformée en 1864-1869 avec retournement de l'église et construction d'une abside à l'ouest. Des fragments de vitraux représentant des anges musiciens se trouvent dans le tympan de la grande verrière de la chapelle sud. Une statue de saint Martin du XVIIe siècle. Autel latéral nord de 1869.
- Presbytère du XVIIe siècle.
- Entrée de champignonnière du début du XXe siècle.
- Lavoir communal de 1938-1939.
- Forêt de Perseigne, avec le point culminant de la Sarthe (341 m) et son belvédère.

Église Saint-Rémy
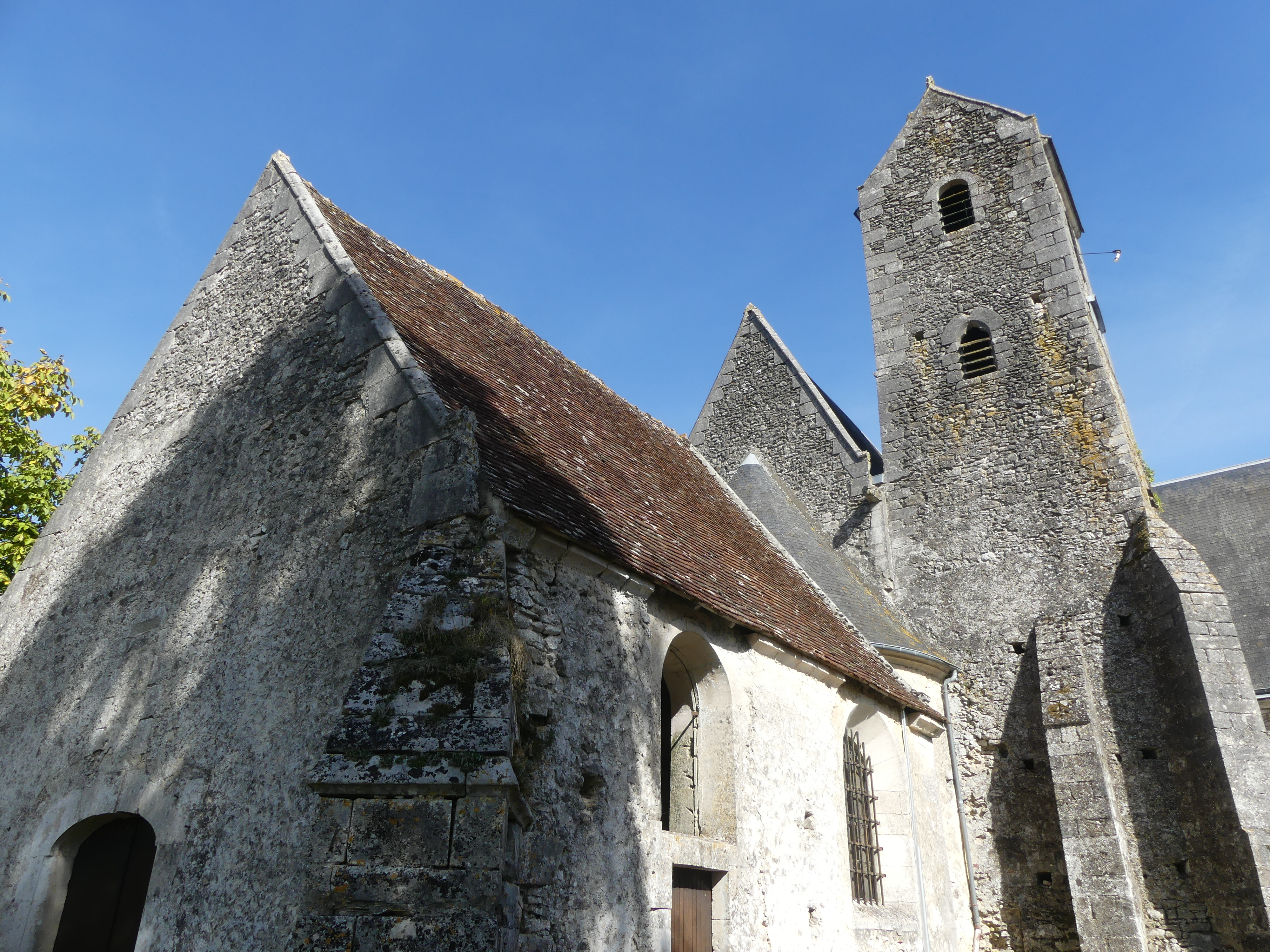
Église Saint-Rémy, ancienne façade.
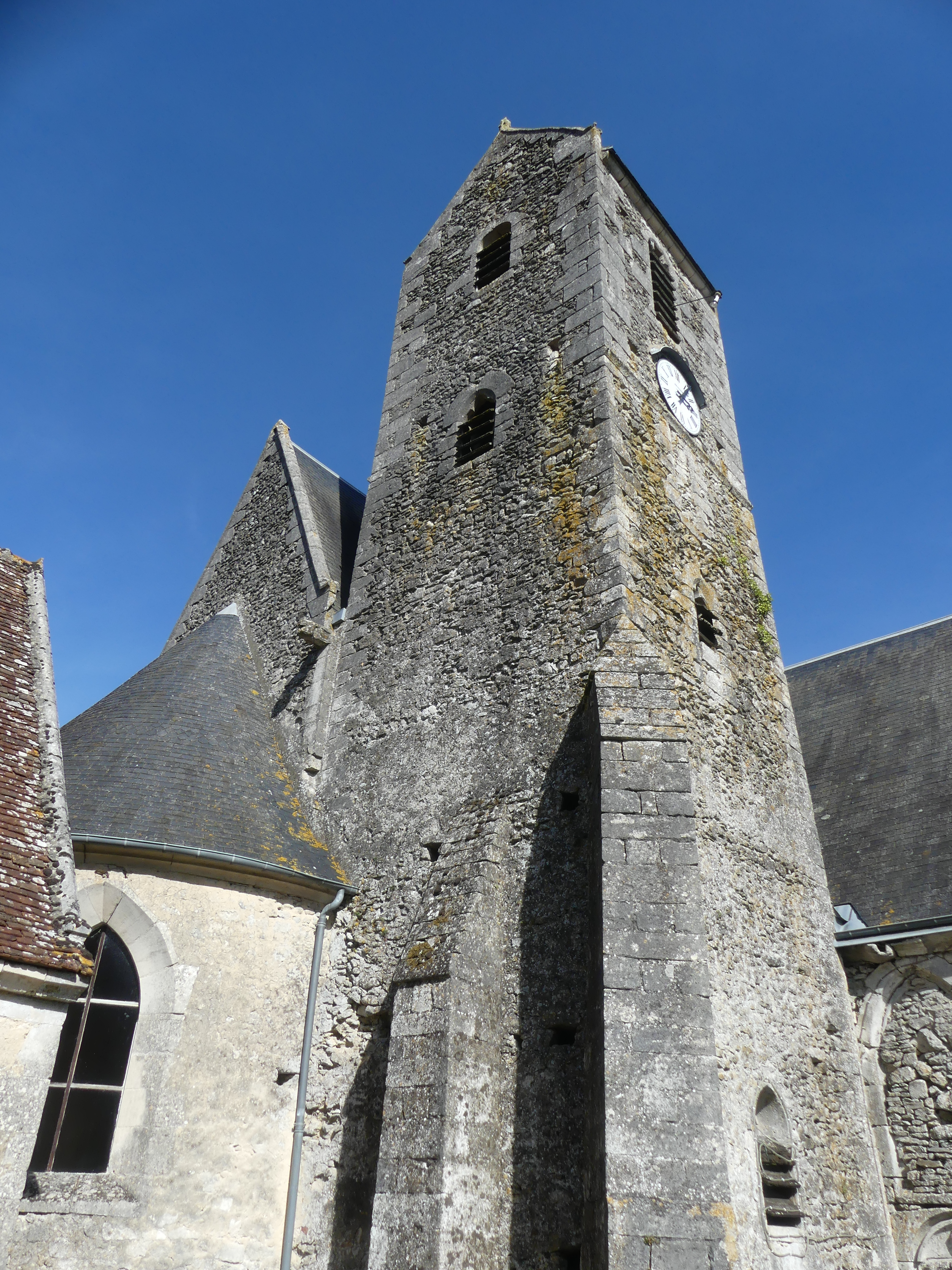
Tour romane, clocher en bâtière.
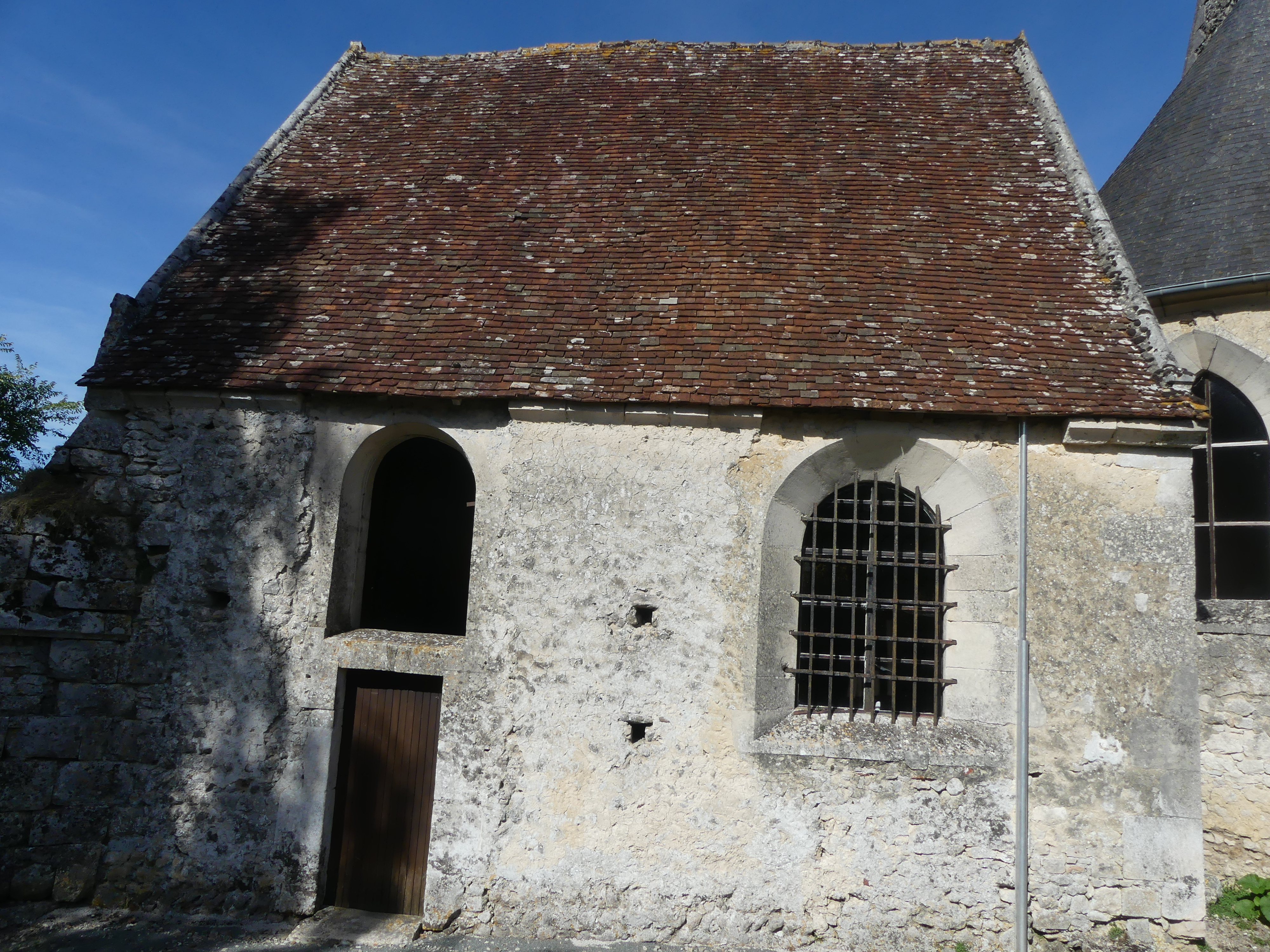
Nef primitive.
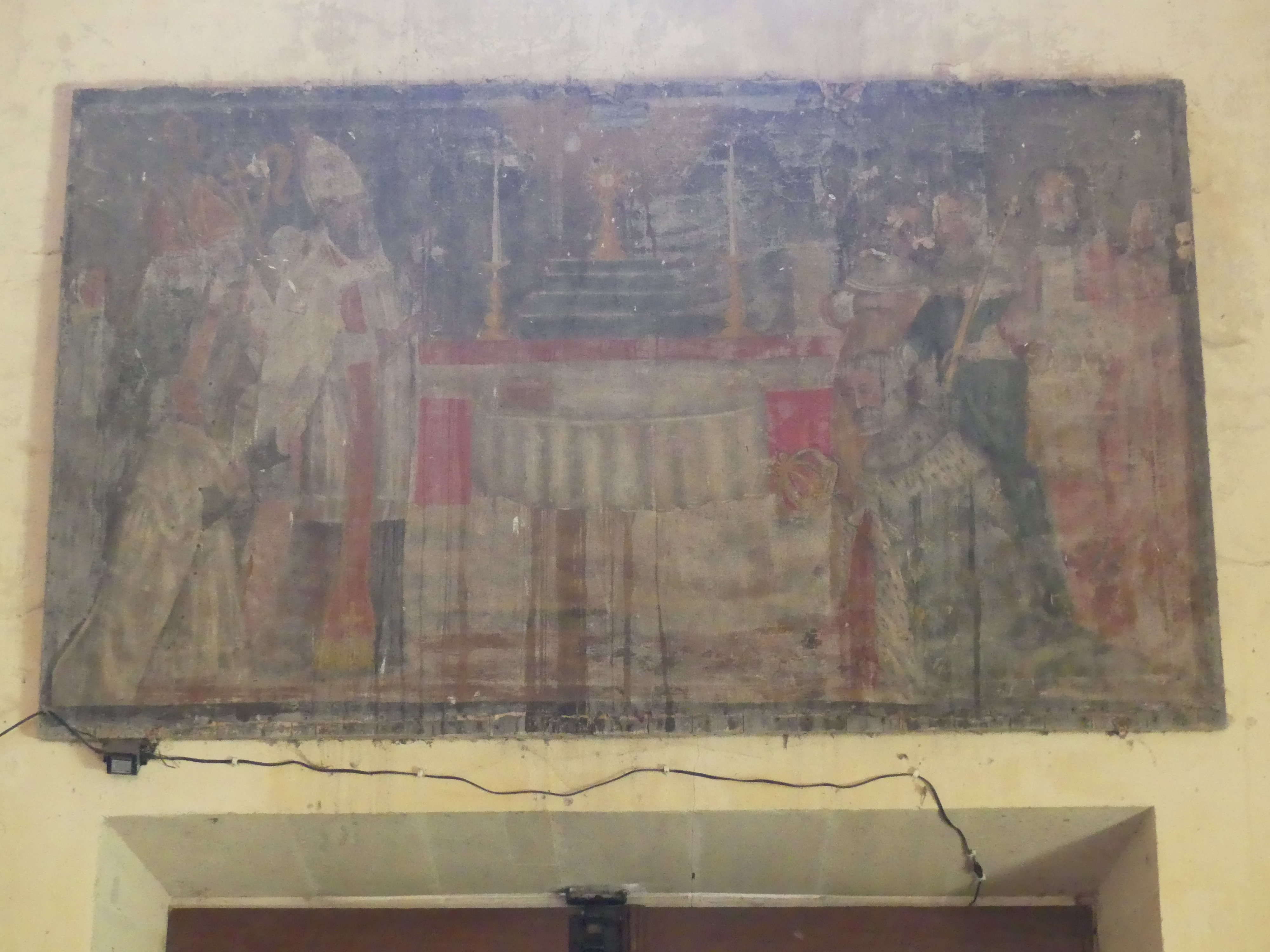
Panneau peint.
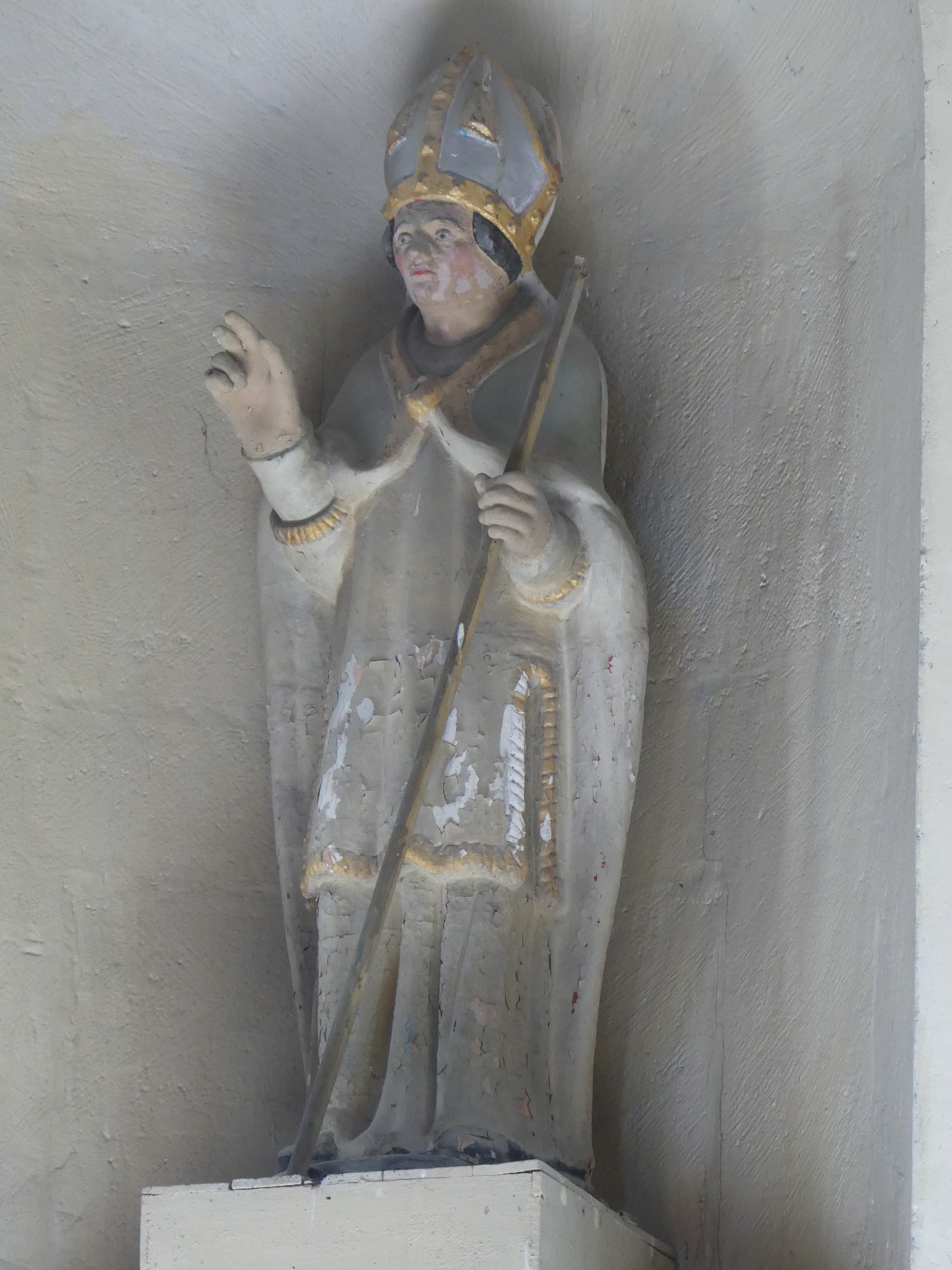
Saint Martin.
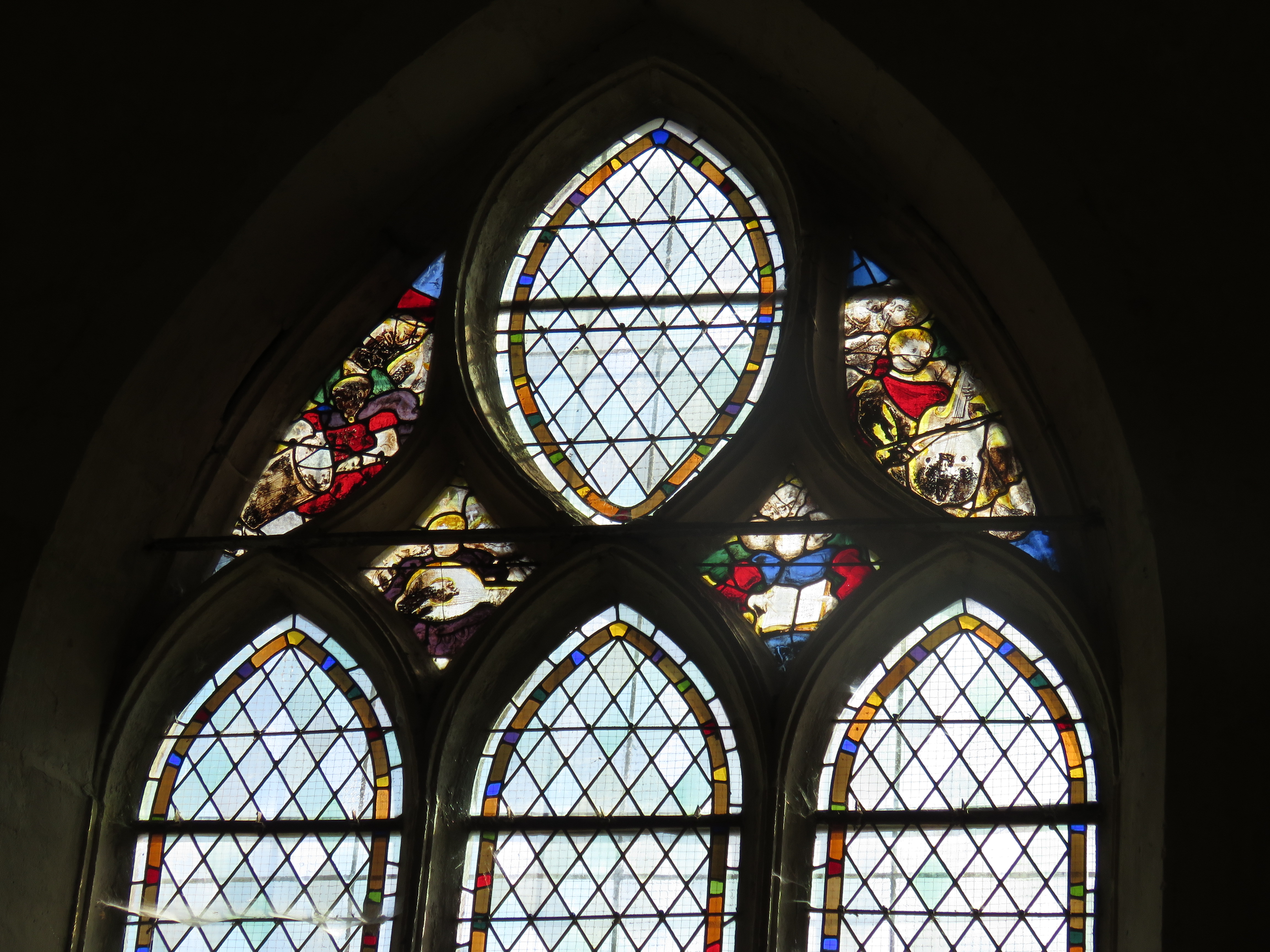
Fragments d'anciens vitraux.
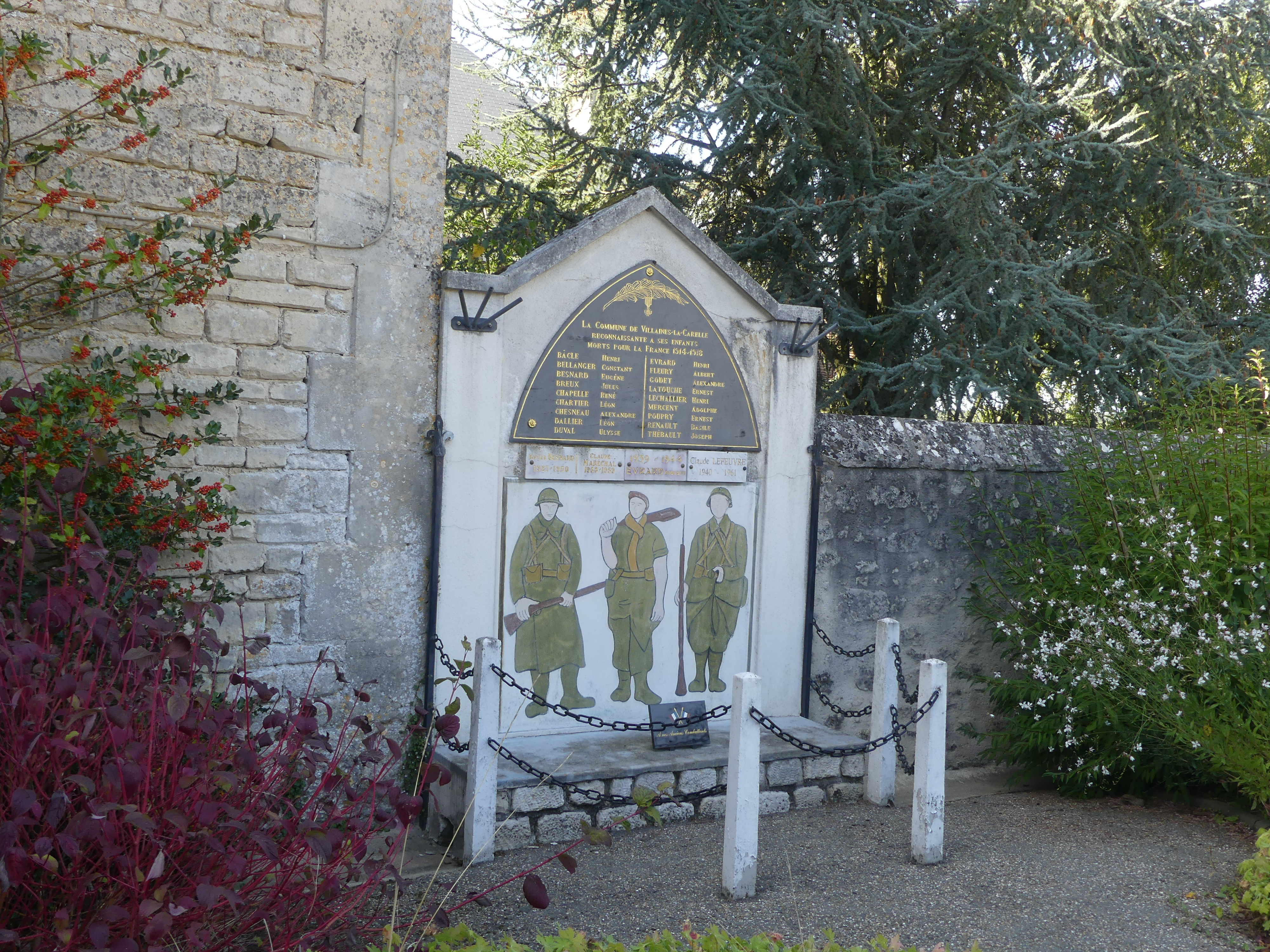
Monument aux morts près de la façade.